# 電光人
電光人，本名麥克斯威爾·狄倫，是一名出現於漫威漫畫中的超級反派。電光人是蜘蛛人最大的敵人之一，他在工作時因為被電源線電擊而獲到控制電力的能力。他出現在多個蜘蛛人相關漫畫、影視作品及電子遊戲中。2009年，他被列為IGN第87名最偉大的漫畫反派。

## 人物
麦克斯威爾·“麥克斯”·狄倫（Maxwell "Max" Dillon）是乔纳森（Jonathan Dillon）和安妮塔·狄倫（Anita Dillon）的兒子。父亲喬納森是一名会计师，但工作並不稳定，經常带着妻儿搬家。在麦克斯八岁的时候，喬納森抛弃妻儿，从此便失去踪影。在单亲家庭中长大的麦克斯由于母亲安妮塔的溺爱而性格變得乖戾。
麦克斯在高中畢業后对安妮塔说打算在大學就讀電機工程學，但是安妮塔害怕他像父親一樣毫無成就而欺騙他説沒有通過大學申請，于是麦克斯長大後到一家电力公司当一名電力工人。
某天，他在修理電線到一半时忽然被天上的一道閃電劈中，导致他體內的细胞和神经系统產生了十分惊人的变化，但麦克斯不但没有死，反而變成了一個活生生的电容器，体内能储存将近一千万伏特的电力。当他體內的电力储存到一定的程度后，肉体的强度和速度都会爆发性地上升；他不但能发射出威力惊人的电流冲击波，更能轻易控制依靠电力操作的任何机器，還擁有飛行能力，而且只要一件物体带有一点点的电，他都能藉此移动。
虽然麦克斯的力量十分强大，但却擁有一个十分致命的弱点。他体内的电力并不是无限的，電力在用光后需要充电才能继续发挥自己的強大力量。在他了解到他持有的力量有多惊人之后，他前往史塔克工業偷取那裏的高科技電子裝備並自称“電光人”（Electro）并开始了他的犯罪生涯。
某次，電光人到《號角日報》搶劫時與蜘蛛人起衝突，蜘蛛人在接觸到電光人射出的電流後差點喪命，但後來他發現可以戴橡膠手套來保護自己，接著以消防水管噴出的水管使電光人短路而擊退了他。

## 能力
電光人擁有控制電力的能力，他可以在自己的體內儲存大量的電力，使他的肉體能力大幅地上升並擁有超人的力量和速度。
電光人能夠將儲存在自己體內的電力化成強大的電流衝擊波射擊目標或依靠電磁效應來使自己擁有飛行的能力。除此之外，只要某件設備具備微弱的電能，他都能憑此輕易地入侵和控制。
不過電光人無法自行產生電力，一旦體內的電力用盡就會失去這些超能力。
在2014年電影《蜘蛛人驚奇再起2：電光之戰》中的電光人被設定成能直接在自己的體內產生電力，甚至能把自己變成電流在電線中行動，唯一的缺點就是不能承受過多的電力，會因為負荷不了而爆炸，蜘蛛人也是藉由這個弱點擊敗他，不過在漫威電影宇宙中，電光人利用鋼鐵人的反應堆彌補了這個缺點。

## 其他媒體

### 動畫
- 《終極蜘蛛人》：由克里斯多福·丹尼爾·巴恩斯[2]配音。

### 電影
- ：由傑米·福克斯飾演電光人。
  - 《蜘蛛人驚奇再起2：電光之戰》（2014年）[3]。

- 漫威電影宇宙：由傑米·福克斯回歸飾演電光人。
  - 《蜘蛛人：無家日》（2021年）：電光人在臨死之際被奇異博士的魔咒傳送到漫威电影宇宙中[4]。電影中採用全新造型[5]。

### 電子遊戲
- 《樂高漫威超級英雄》：於死侍bonus關卡登場，為玩家可使用角色之一。
- 《蜘蛛俠》[6]：由喬許·基頓（英语：Josh Keaton）配音。
- 《漫威：未來之戰》：手機遊戲，電光人是玩家可使用角色之一。

## 資料來源
1. ↑  Electro is 87 的存檔，存档日期2013-11-03.
2. ↑  .   [2017-03-19]. （原始内容存档于2012-12-31）.
3. ↑  . YahooMail. 2013-11-22. （原始内容存档于2013-12-03）.
4. ↑  Kit, Borys. . The Hollywood Reporter. 2020-10-01  [2020-10-01]. （原始内容存档于2020-10-01）.
5. ↑  Holmes, Adam. . CinemaBlend. 2021-11-16  [2021-11-16]. （原始内容存档于2021-11-17）.
6. ↑  .   [2018-06-11]. （原始内容存档于2021-01-26）.

## 外部連結
- Electro （页面存档备份，存于） at Marvel.com
- The Grand Comics Database （页面存档备份，存于）
- 漫画书数据库：Electro (Marvel Comics)
- Electro （页面存档备份，存于） at Spiderfan.org